# Lauritz Schoof
Lauritz Schoof (* 7. Oktober 1990 in Rendsburg) ist ein deutscher Ruderer. 2012 und 2016 gewann er die Goldmedaille bei den Olympischen Spielen im Doppelvierer, außerdem den Europameistertitel 2013 und den Weltmeistertitel 2015 in derselben Bootsklasse.

## Karriere
Schoof war bei den Junioren-Weltmeisterschaften 2007 Zweiter im Vierer ohne Steuermann. Bei den Junioren-Weltmeisterschaften 2008 siegte er zusammen mit Martin Menger im Doppelzweier. 2009 gewann Schoof bei den U23-Weltmeisterschaften im Einer.
2010 trat der deutsche Doppelvierer in neuer Besetzung mit Stephan Krüger, Tim Grohmann, Lauritz Schoof und Mathias Rocher an und erreichte den zweiten Platz bei der Weltcupregatta in München und ebenfalls den zweiten Platz in Luzern mit Hans Gruhne für Krüger. Mit Gruhne am Schlag belegte der deutsche Doppelvierer den vierten Platz bei den Ruder-Europameisterschaften 2010 und den Ruder-Weltmeisterschaften 2010.
2011 siegte der deutsche Doppelvierer beim Weltcup-Auftakt in München mit Tim Grohmann, Philipp Wende, Karl Schulze und Lauritz Schoof, nachdem sie in dieser Besetzung auch den deutschen Meistertitel gewonnen hatten. In der Besetzung Schulze, Wende, Schoof und Grohmann belegte das Boot den zweiten Platz beim Weltcup in Hamburg und gewann in Luzern. Bei den Weltmeisterschaften in Bled belegte der Doppelvierer ebenfalls den zweiten Platz hinter dem australischen Boot. Bei den Olympischen Spielen 2012 gewann der deutsche Doppelvierer in unveränderter Besetzung mit Schoof in London die Goldmedaille.
Auch im neuen Olympiazyklus wurde der deutsche Doppelvierer mit ständigen kleineren Veränderungen aus dem Stamm der Olympiamannschaft besetzt. Schoof konnte dabei im Jahr 2013 den Europameistertitel in Sevilla und den zweiten Platz bei den Weltmeisterschaften in Chungju hinter dem kroatischen Team belegen. Nach einer Saison ohne internationale Regattateilnahme im Jahr 2014 kehrte Schoof zur Ruder-EM 2015 in den Doppelvierer zurück, wo die Mannschaft verletzungsbedingt nur den sechsten Platz belegte. Bei den Weltmeisterschaften von Aiguebelette gelang in der Besetzung Karl Schulze, Philipp Wende, Lauritz Schoof und Hans Gruhne schließlich der Gewinn der Goldmedaille. Im Jahr darauf siegte das Boot auch bei den Olympischen Spielen in Rio de Janeiro.
Lauritz Schoof rudert für den Rendsburger Ruderverein.

## Erfolge
- 2011: Silbermedaille bei den Weltmeisterschaften in Bled im Doppelvierer
- 2012: Goldmedaille bei den Olympischen Sommerspielen im Doppelvierer
- 2013: Goldmedaille bei den Ruder-Europameisterschaften, Sevilla, im Doppelvierer
- 2013: Silbermedaille bei den Ruder-Weltmeisterschaften, Chungju im Doppelvierer
- 2015: Goldmedaille bei den Ruder-Weltmeisterschaften, Aiguebelette im Doppelvierer
- 2016: Goldmedaille bei den Olympischen Sommerspielen im Doppelvierer

## Auszeichnungen
- 2012, 2016: Schleswig-Holsteins Sportler des Jahres
- 2012: Sportplakette des Landes Schleswig-Holstein[2]
- 2012, 2016: Silbernes Lorbeerblatt
- 2019: Ehrenmitglied im Ruderverband Schleswig-Holstein[3]